# Metropolia dei Mari

Localizzazione della Repubblica dei Mari nella federazione russa.

La metropolia dei Mari (in russo Марийская митрополия?) è una delle province ecclesiastiche che costituiscono la Chiesa ortodossa russa.
Istituita dal Santo Sinodo il 6 ottobre 2017, comprende l'intera Repubblica dei Mari nel circondario federale del Volga.
È costituita da 2 eparchie:
- Eparchia di Joškar-Ola
- Eparchia di Volžsk

Sede della metropolia è la città di Joškar-Ola, il cui eparca ha il titolo di "Metropolita di Joškar-Ola e dei Mari".